# Makriyánni
Makriyánni ou Makrygiánni (en grec moderne : Μακρυγιάννη) est le quartier d’Athènes, en Grèce, situé entre le sud de la place Syntagma et le temple de Zeus olympien, au pied de l’Acropole d'Athènes.
Il doit son nom à Yánnis Makriyánnis (né Ioánnis Triandafýllou, « Makriyánnis », traduisible en français par « Grandjean », étant un surnom), héros de la guerre d'indépendance grecque qui possédait des propriétés dans le quartier.

## Source
- (el) Cet article est partiellement ou en totalité issu de l’article de Wikipédia en grec moderne intitulé « Μακρυγιάννη » (voir la liste des auteurs).